# Temple Noble Art
 (juillet 2025).
L'article doit être relu — et modifié si nécessaire — par des contributeurs indépendants pour apporter un regard critique aux contributions effectuées en violation des conditions d'utilisation de Wikipédia, tant sur la forme (notamment concernant le style encyclopédique, la proportionnalité) que sur le fond (la neutralité de point de vue, la qualité et l'indépendance des sources).
Le Temple | Noble Art est un club de boxe chic & mixte, fondé par Cyril Durand en 2014. Le Temple compte aujourd'hui 5 adresses à Paris.

## Historique
Le Temple | Noble Art s’inscrit dans la filiation du noble art, terme qui désigne la boxe depuis 1865 quand le marquis de Queens Berry a codifié les règles et ont permis de démocratiser la pratique.

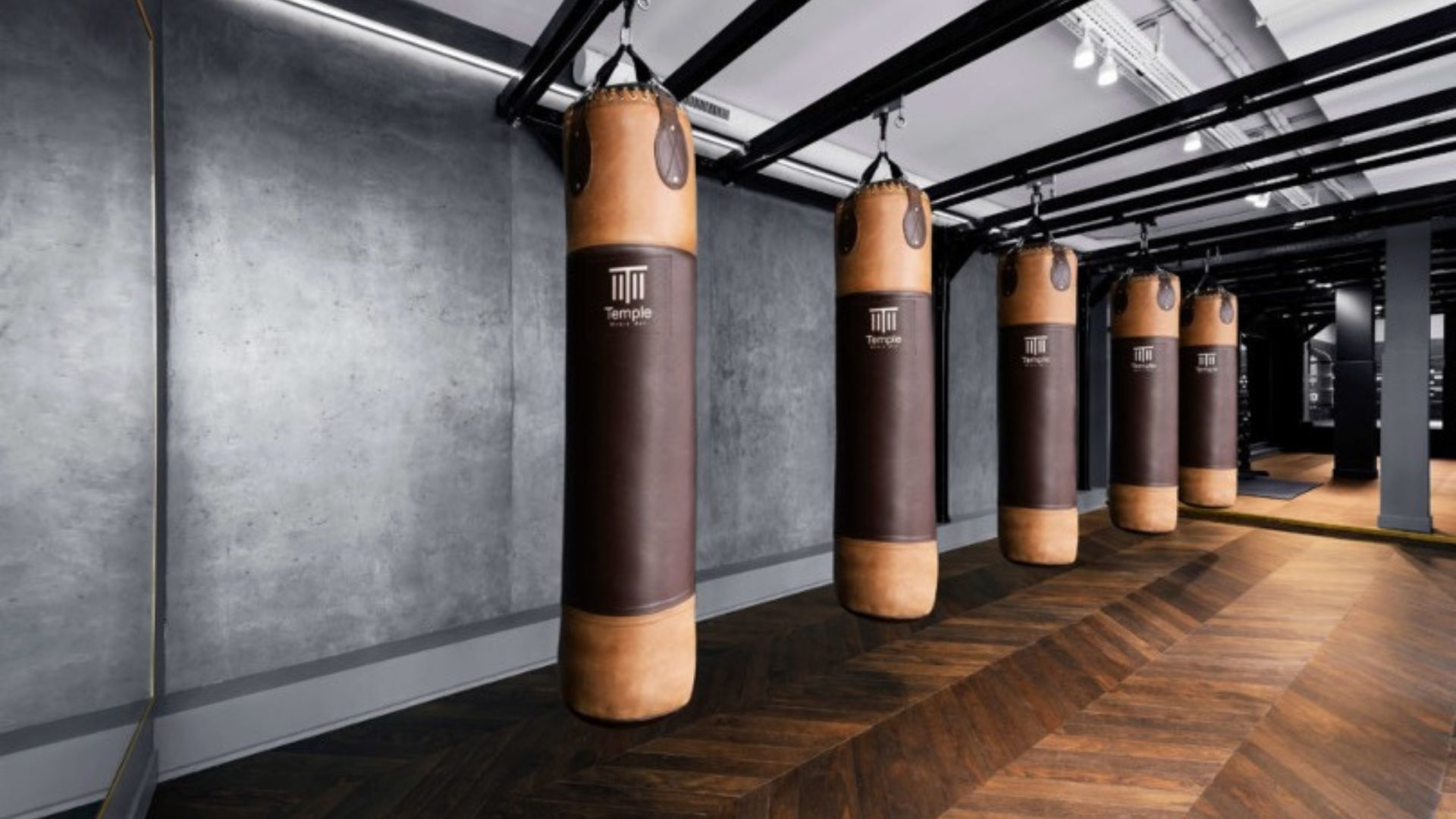
Club de boxe - Temple

Cyril Durand a créé le Temple | Noble Art en 2014 avec la conviction que tout le monde devrait faire de la boxe. Il pratique la boxe depuis ses études à HEC et Sciences Po Paris. Lors d’un séjour aux Etats Unis, il découvre les « white collar boxing gyms (en) », cette tendance lifestyle des années 1990 emmenée par certains traders de Wall Street utilisant le ring pour évacuer le stress et la pression de leur vie professionnelle. Cyril s’en inspire pour créer le Temple, un club de boxe chic et mixte.
Le premier club de boxe du Temple | Noble Art ouvre en 2014, au cœur du 1er arrondissement de Paris, près du Palais Royal. Depuis, ce sont 4 adresses haut de gamme qui sont venues s’ajouter, portant à 5 le nombre de clubs :  
- Porte Maillot, 66 boulevard Gouvion Saint-Cyr (Paris 17)
- République, 138 rue Amelot (Paris 11)
- La Motte Picquet Grenelle, 5 rue de la Croix Nivert (Paris 15)
- Saint Lazare, 12 rue de Milan (Paris 9)

Ces deux derniers ont été réalisés tous les deux par le collectif d’architectes Cigüe.

## Concept

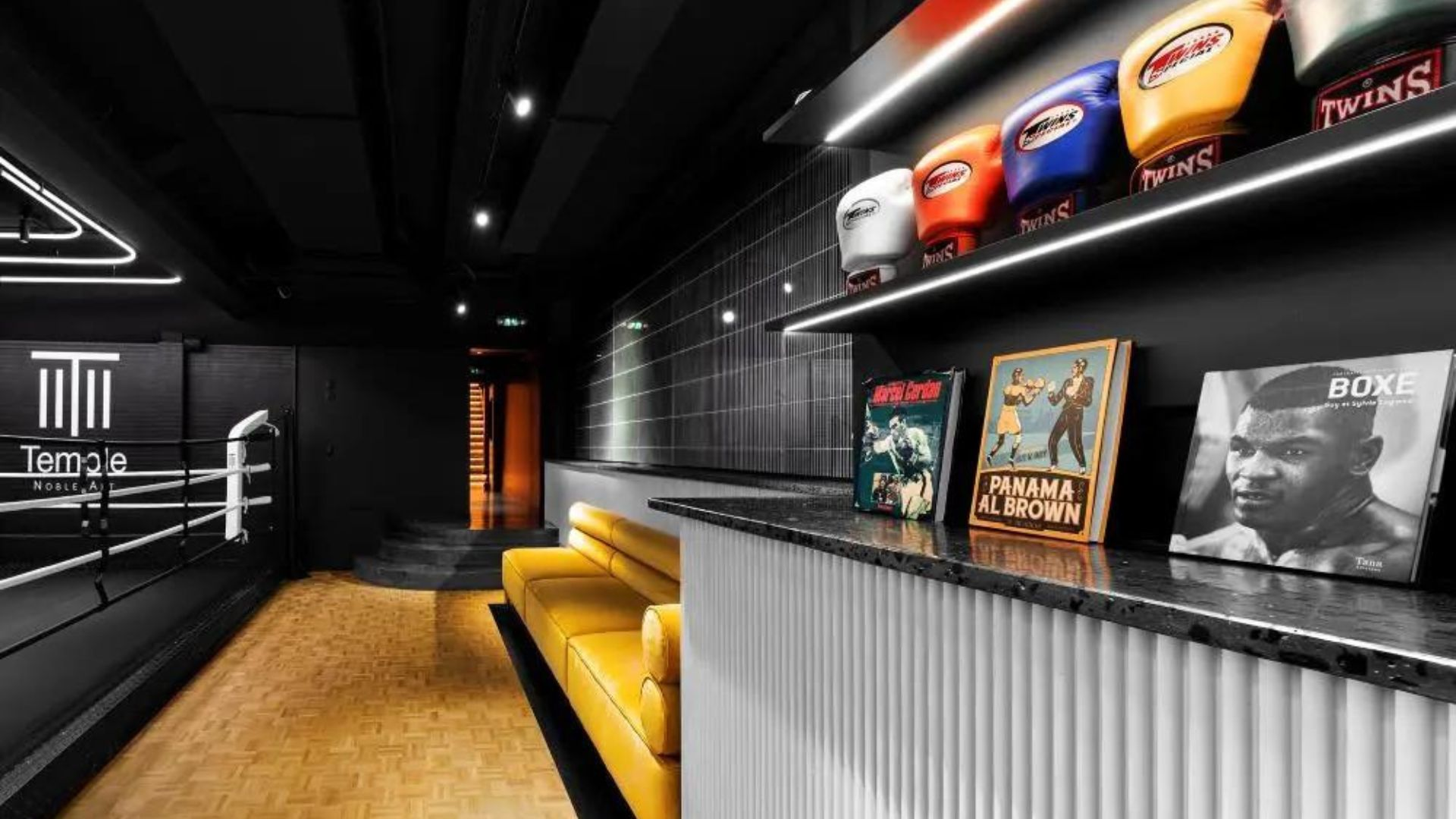
Temple - Saint Lazare

Le concept du Temple | Noble Art repose sur l'idée de créer un environnement où la boxe est à la fois un sport et un art de vivre.Les Membres du Temple participent aux cours de boxe et rejoignent une communauté que célèbrent des événements comme le Gala du Club.
Les Membres du Temple | Noble Art sont souvent des cadres, des avocats, des chefs d'entreprise, des célébrités comme Antoine de Caunes, le chef Thierry Marx ou Victor Lugger.

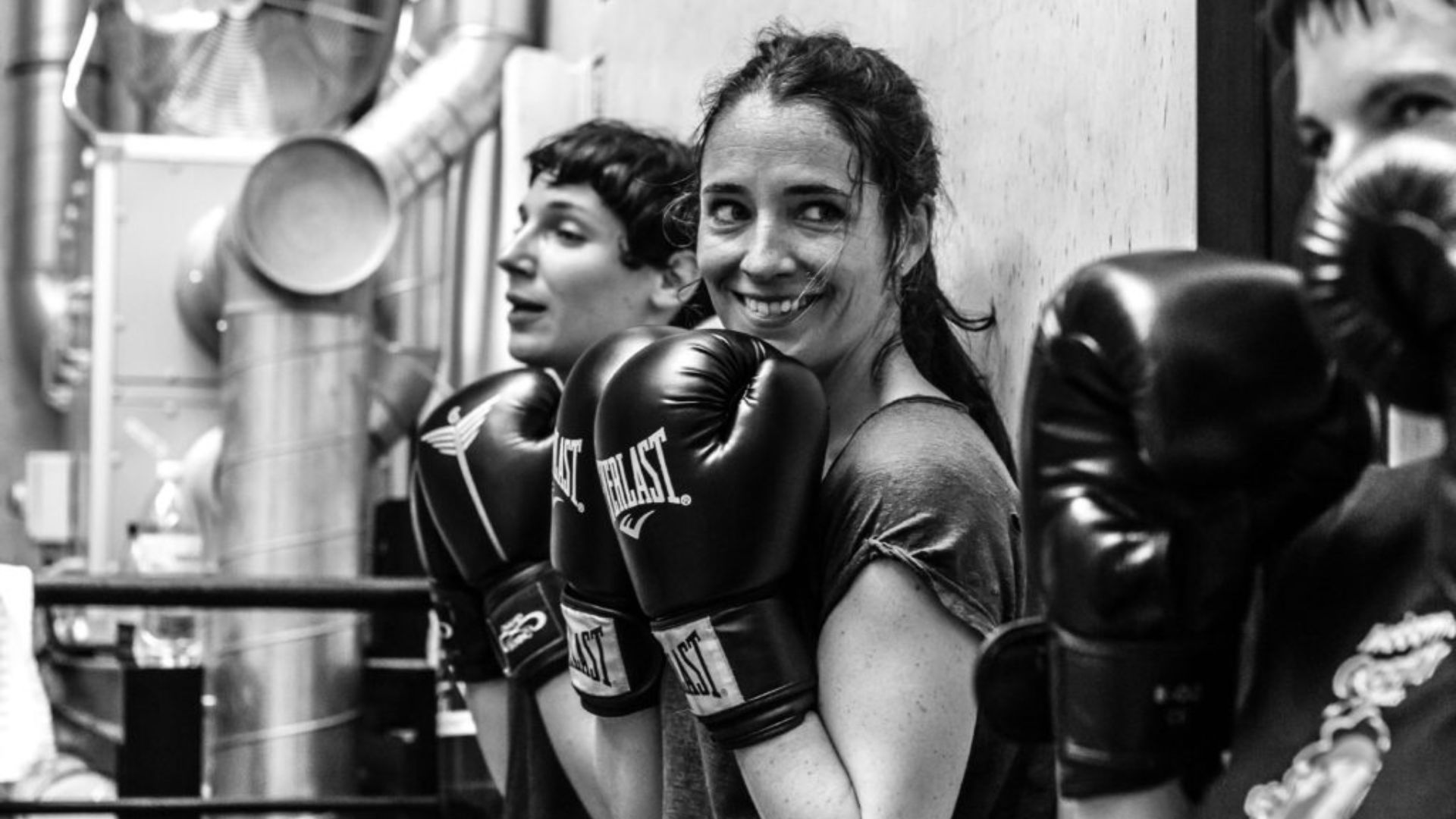
Les Membres du Temple

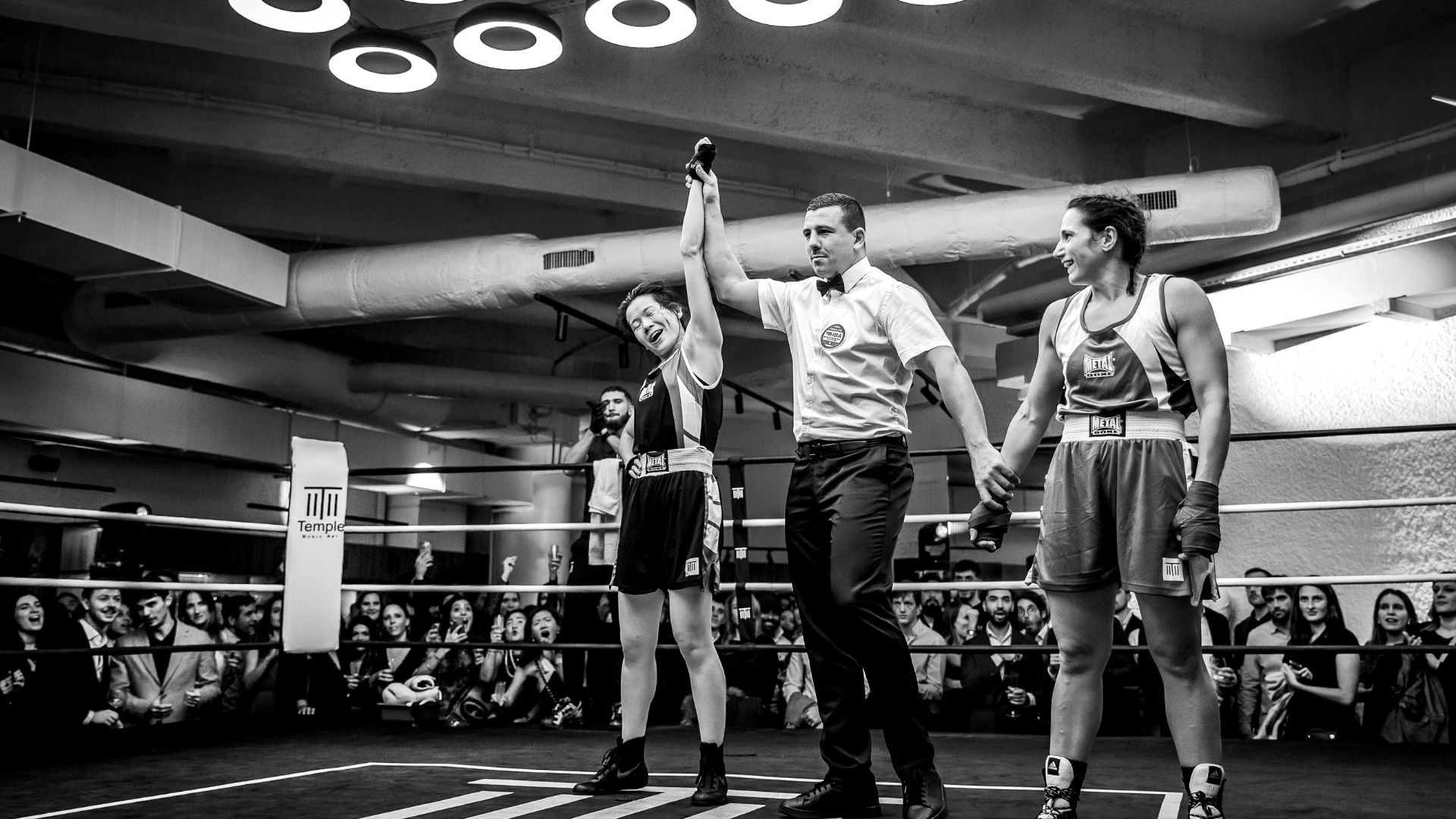
Le Gala du Temple

Le Temple | Noble Art propose des cours de boxe mixtes avec ou sans combat ce qui permet aux pratiquants de débuter la boxe en toute sécurité, avec des entraînements de boxe sur sacs ou des cours de circuit training  mais aussi de la boxe anglaise, boxe française (aussi appelée savate boxe française), boxe thaï ou kick-boxing.
La moyenne d’âge des Membres est de 35 ans et 1/3 des adhérents sont des femmes.

## Implantations
En 2024, Le Temple détient 5 adresses au cœur de Paris.